# Anton Maegerle
Anton Maegerle (Pseudonym; * um 1962) ist ein deutscher Journalist und Autor. Seine Themen sind die organisatorischen und personellen Verflechtungen im Rechtsextremismus, Rechtsradikalismus und der Neuen Rechten. Er verfasst neben Sachbüchern und Zeitschriftenartikeln Beiträge für verschiedene Fernsehsendungen.

## Wirken
Maegerle beobachtet seit der Gründung der Partei Die Republikaner 1983 sowohl die rechtsextreme als auch die rechtskonservative Szene in Deutschland und international. Er ist Mitglied der SPD, Referent der Friedrich-Ebert-Stiftung und Mitglied im Arbeitskreis Rechtsextremismus der SPD Baden-Württemberg. 
Er verfasst regelmäßig Beiträge für das SPD-nahe Magazin Blick nach Rechts, das seit dem 18. Februar 2022 mit dem ebenfalls SPD-nahen Portal Endstation Rechts fusionierte und nun auch unter dessen Namen firmiert. Ansonsten arbeitete er auch gelegentlich für folgende Medien:
- Frankfurter Rundschau
- Jüdische Allgemeine[1]
- Netz gegen Nazis (seit 3. April 2017 mit dem neuen Namen Belltower.News)
- Report Baden-Baden,[2]
- Der Spiegel
- Stern
- taz
- Tribüne,[3]
- Die Zeit[4]
- sowie für die Bundeszentrale für politische Bildung

Außerdem produziert Maegerle kritische Berichte für Fernsehsendungen, darunter für das Medienmagazin Zapp (NDR) und für die ARD-Magazine Panorama (NDR), Report Mainz (SWR) und Monitor (WDR). Auf Grund eines von ihm verfassten Berichts von Report Mainz im Herbst 2000 wurden Bankkonten von Rechtsextremisten enttarnt und von den Banken gekündigt.
Zwischen 1991 und 1994 erschienen einige seiner Artikel in der antifaschistischen Zeitschrift Der Rechte Rand. Er war Autor für den 2006 eingestellten Informationsdienst gegen Rechtsextremismus. 2014 schrieb er einen Artikel für die gerade neu gegründete Jüdische Rundschau, dessen damaliger Chefredakteur Clemens Heni auch Herausgeber der Maegerle Textsammlung Vom Obersalzberg bis zum NSU: Die extreme Rechte und die politische Kultur der Bundesrepublik 1988 – 2013 ist. Clemens Heini distanzierte sich kurze Zeit später vom Rechtskurs des Verlegers Rafael Korenzecher und dessen Jüdischer Rundschau.
Maegerle arbeitet mit dem Duisburger Institut für Sprach- und Sozialforschung (DISS) zusammen. Gemeinsam mit dessen Archivar Martin Dietzsch publizierte er Bücher und Aufsätze.
Das Aufdecken organisatorischer und personeller Verflechtungen zwischen verschiedenen Gruppen, Medien und Institutionen im Bereich Rechtsextremismus und Neue Rechte gehört zu den Hauptanliegen Maegerles. Dazu hat er im Verlauf seiner Recherchen ein umfassendes Privatarchiv aufgebaut, das mit 550.000 Einzeleinträgen und etwa 17.000 Personendateien als eines der größten Archive zu diesem Themenbereich in Deutschland gilt. Informationen daraus stellt er auf Anfrage anderen Journalisten und Bundesbehörden, darunter Verfassungsschutzämtern, zur Verfügung.
2001 veröffentlichte er zusammen mit dem damaligen baden-württembergischen Verfassungsschutzpräsidenten Helmut Rannacher und dessen Stellvertreter Hans-Jürgen Doll den Sammelband Rechtsextremismus in Baden-Württemberg, den die Landeszentrale für politische Bildung Baden-Württemberg herausgibt. Durch ständiges Auswerten der Medien und eigene Recherchen protokolliert Maegerle laufend Gewalttaten und sonstige Vergehen mit rechtsextremem, ausländerfeindlichem und antisemitischem Hintergrund. Die Chroniken dieser Vorfälle werden regelmäßig von Initiativen und Medien, die sich dagegen einsetzen, herangezogen und veröffentlicht.
Im Jahr 2020 richtete das Land Baden-Württemberg beim Generallandesarchiv Karlsruhe eine Dokumentationsstelle für Rechtsextremismus ein, die künftig Informationen über rechtsextremistische Strukturen und Netzwerke sammeln wird und diese der Öffentlichkeit und Forschung zugänglich machen soll. Den Kern der Dokumentationsstelle bildet die umfangreiche Sammlung von Anton Maegerle, welche dieser dem Generallandesarchiv geschenkt hat. Von ihm stammen rund 2.500 Ordner mit Material aus dem rechten politischen Spektrum sowie eine Datenbank, Zeitschriften und andere Publikationen.

## Rezeption

### Angriffe
Maegerle und seine Familie sind wegen seiner beruflichen Tätigkeit Anfeindungen und Bedrohungen bis hin zu Mordaufrufen von Neonazis ausgesetzt. Zeitweise war er deswegen auf staatlichen Personenschutz angewiesen. Persönliche Daten veröffentlicht er darum nicht und hat ein Pseudonym gewählt, unter dem seine Artikel, Buch- und TV-Beiträge erscheinen.
Neurechte und Rechtsextremisten wie Hans-Helmuth Knütter, Alfred Mechtersheimer und Norman Kempken sowie Medien dieses Spektrums starteten 1996 eine Kampagne gegen Maegerle, in deren Verlauf sie seinen Klarnamen und seine Wohnadresse bekannt machten, um ihn einzuschüchtern und weiteren Bedrohungen auszusetzen. Der als Holocaustleugner verurteilte Rechtsextremist Germar Rudolf benutzte Anton Mägerle als eines seiner Pseudonyme für seine Schriften, um Maegerles Recherchen über Holocaustleugnung zu diskreditieren.
2007 behauptete Felix Krautkrämer, ein Redakteur der neurechten Jungen Freiheit, in einem von ihm verfassten Dossier, Maegerle schreibe für mehrere verfassungsrelevante linksextreme Publikationen. Nach erfolgreichen Unterlassungsklagen Maegerles musste die Junge Freiheit sich verpflichten, diese Behauptungen zurückzunehmen und nicht zu wiederholen. Michael Klonovsky und das Wochenmagazin Focus, die eine ähnliche Falschaussage verbreitet hatten, mussten diese nach einer Klage Maegerles unterlassen. Laut Adrian Peter, Redakteur bei Report Mainz, wurde 2008 in der Neonaziszene wieder versucht, „Anton Maegerle ins linksextreme Spektrum zu rücken, um ihn unglaubwürdig zu machen, um seine Arbeit zu diskreditieren“.

### Lob und Auszeichnungen
Maegerles Aufsatzsammlung Vom Obersalzberg bis zum NSU: Die extreme Rechte und die politische Kultur der Bundesrepublik 1988–2013 wurde als Dokumentation für „das lobenswerte Engagements Maegerles und dessen bemerkenswerte Expertise auf dem Feld der extremen Rechten“ positiv rezensiert. Der Autor biete „treffende Analysen über die Entwicklung der extremen Rechten in der Bundesrepublik an und zeigt die hohe Kontinuität extrem rechten Denkens und Agierens auf; eine übergreifende Interpretation muss sich der Leser allerdings selbst erschließen.“
Am 16. November 2007 zeichnete die Journalistenvereinigung Netzwerk Recherche Maegerle zusammen mit Andrea Röpke und Thomas Kuban mit dem von ihr gestifteten Leuchtturm-Preis für „besondere publizistische Leistungen“ aus. In der Begründung heißt es:

„Die Preisträger arbeiten unter hohem persönlichen Risiko. Sie beginnen mit ihren Recherchen, wo andere aufhören. Ohne den Einsatz der drei Fachjournalisten wäre das Dunkelfeld Rechtsextremismus in Deutschland noch dunkler.“

Am 21. September 2023 erhielt Maegerle zusammen mit der israelischen Literaturwissenschaftlerin Anat Feinberg die vom Landtag von Baden-Württemberg und der Israelitischen Religionsgemeinschaft Württemberg (IRGW) gemeinsam verliehene Ben-Issachar-Süßkind-Oppenheimer-Medaille die „herausragendes Engagement in Wissenschaft und Publizistik gegen Minderheitenfeindlichkeit und Vorurteile“ auszeichnet. Dabei wurde Maegerle „für sein beispielhaftes und mutiges publizistisches Engagement gegen Rechtsextremismus geehrt“.

## Veröffentlichungen
- Criticon: Die Junge Freiheit im Zeitschriftenformat. In: Helmut Kellershohn (Hrsg.): Das Plagiat. Der Völkische Nationalismus der Jungen Freiheit. Duisburger Institut für Sprach- und Sozialforschung e. V., 1994, ISBN 3-927388-44-0.
- Antideutsche Hetze. In: Helmut Donat, Arn Strohmeyer: Befreiung von der Wehrmacht? Donat Verlag, Bremen 1997, ISBN 3-931737-42-X, S. 200 ff.
- Rechtsextreme Publikationsorgane und -strategien. Verlage, Antiquariate, Zeitschriften und Internet. In: Thomas Fliege, Kurt Möller (Hrsg.): Rechtsextremismus in Baden-Württemberg. Verborgene Strukturen der Rechten. Dezember 2001, S. 85–101, ISBN 3-89902-019-7.
- Autoren des Grabert-Verlags und des Hohenrain-Verlags. Ihre Funktion und ihre Bedeutung in der rechten Szene. In: Martin Finkenberger, Horst Junginger (Hrsg.): Im Dienste der Lügen. Herbert Grabert (1901–1978) und seine Verlage. Alibri-Verlag, Aschaffenburg 2004, ISBN 3-932710-76-2, S. 155–174.
- Autorengeflecht in der Grauzone. In: Stephan Braun, Daniel Hörsch: Rechte Netzwerke – eine Gefahr. Verlag für Sozialwissenschaften, 2004, ISBN 3-8100-4153-X, S. 35–44.
- Blätter gegen Zeitgeist und Dekadenz. Profile und Beziehungen neurechter Periodika an Beispielen. In: Wolfgang Gessenharter, Thomas Pfeiffer (Hrsg.): Die Neue Rechte – eine Gefahr für die Demokratie? Verlag für Sozialwissenschaften, 2004, ISBN 3-8100-4162-9, S. 199–220.
- Globalisierung aus Sicht der extremen Rechten. Bildungsvereinigung Arbeit und Leben Niedersachsen Ost, Braunschweig 2005, ISBN 3-932082-12-5
- Rechte und Rechtsextreme im Protest gegen Hartz IV. Bildungsvereinigung Arbeit und Leben Niedersachsen Ost, Braunschweig 2006, ISBN 3-932082-22-2.
- Studienzentrum Weikersheim. In: Wolfram Wette (Hrsg.): Filbinger, eine deutsche Karriere. Zu Klampen, Springe 2006, ISBN 3-934920-74-8, S. 123–146 (Volltext online; PDF; 71 kB).
- Gewerkschaften im Visier von Rechten und Rechtsextremisten. Bildungsvereinigung Arbeit und Leben Niedersachsen Ost, Braunschweig 2007, ISBN 3-932082-30-3.
- Politischer und publizistischer Werdegang von Autoren der „Jungen Freiheit“. In: Stephan Braun, Ute Vogt (Hrsg.): Die Wochenzeitung „Junge Freiheit“. Kritische Analysen zu Programmatik, Inhalten, Autoren und Kunden. VS Verlag für Sozialwissenschaften. Wiesbaden 2007, ISBN 978-3-531-15421-3, S. 193–215.
- Rechtsanwälte der extremen Rechten. In: Stephan Braun, Alexander Geisler, Martin Gerster (Hrsg.): Strategien der extremen Rechten: Hintergründe – Analysen – Antworten. Verlag für Sozialwissenschaften, 2009, ISBN 3-531-15911-9, S. 378–403.
- Vom Obersalzberg bis zum NSU. Die extreme Rechte und die politische Kultur der Bundesrepublik 1988–2013. NS‐Verherrlichung, rassistische Morde an Migranten, Antisemitismus und Holocaustleugnung. Edition Critic, Berlin 2013, ISBN 978-3-9814548-6-4.

Mit Martin Dietzsch
- Das Plagiat. Der Völkische Nationalismus der Jungen Freiheit. Duisburger Institut für Sprach- und Sozialforschung e. V., 1994, ISBN 3-927388-44-0.
- Digitales Braun. Die Nutzung Neuer Medien durch Neonazis. In: Jens Mecklenburg (Hrsg.): Handbuch deutscher Rechtsextremismus. Berlin (Elefanten Press) 1996, ISBN 3-88520-585-8.
- Rechtsextremisten und Neue Medien. In: Jens Mecklenburg (Hrsg.): Antifa Reader. Antifaschistisches Handbuch und Ratgeber. Berlin (Elefanten Press) 1996, ISBN 3-88520-574-2.

Mit Friedrich Paul Heller
- Rechtsextremisten und Neue Medien. In: Jens Mecklenburg (Hrsg.): Antifa Reader. Antifaschistisches Handbuch und Ratgeber. Elefanten Press, Berlin 1996, ISBN 3-88520-574-2.
- Rechtsextreme deutsche Homepages. In: Das Netz des Hasses. Rassistische, rechtsextreme und neonazistische Propaganda im Internet. Deuticke, 1997, ISBN 3-216-30329-2, S. 47–77.
- Thule. Vom völkischen Okkultismus bis zur Neuen Rechten. Schmetterling Verlag, 2. aktualisierte und überarbeitete Auflage, Stuttgart 1998, ISBN 3-89657-090-0.
- Die Sprache des Hasses. Rechtsextremismus und völkische Esoterik: Jan van Helsing und Horst Mahler. Schmetterling-Verlag, Stuttgart 2001, ISBN 3-89657-091-9.
- Thule. Von den völkischen Mythologien zur Symbolsprache heutiger Rechtsextremisten. Schmetterling-Verlag, 3. überarbeitete Auflage, Stuttgart 2007, ISBN 3-89657-092-7.

Fachartikel (Auswahl)
- Die iranische Rechtsextremisten-Connection (2006), Dokumentationsarchiv des österreichischen Widerstands (DöW).
- Anton Maegerle: Die braune Vergangenheit des BKA (pdf). Tribüne. Zeitschrift zum Verständnis des Judentums.
- Solidarität mit Ahmadinedschad. In: Tribüne. 3. Quartal 2009
- Chronik: Rechtsradikale Übergriffe in Deutschland im Juli 2007, in: Stern 2007
- Chronik: Neonazi-Gewalt seit dem 1. Januar 2007. In: Stern, Januar 2007.
- Die Armee der weißen Rasse. Dossier Rechtsextremismus, Bundeszentrale für Politische Bildung, 7. September 2007.
- Rechts am Rand in Osteuropa, Dossier Rechtsextremismus, Bundeszentrale für Politische Bildung, 3. Juni 2009.
- Modell Österreich: Die rechtspopulistische FPÖ. Dossier Rechtsextremismus, Bundeszentrale für Politische Bildung, 4. Juni 2009.
- Was liest der rechte Rand? Der Bücherschrank. Dossier Rechtsextremismus, Bundeszentrale für Politische Bildung, 21. Dezember 2016.

TV-Beiträge (Auswahl)
- Hass und Hakenkreuze – Nazi-Hetze aus dem Knast. In: Panorama, 22. Juni 2000.
- mit Eric Beres, Ulrich Neumann: Nazi-Literatur frei Haus – Warum Online-Portale großer Verlage rechts-extremistische Literatur anbieten. In: Report Mainz 8. November 2010 pdf (PDF).
- mit Ulrich Neumann: Kriminalstatistik NPD: Wie kriminell die Nazipartei wirklich ist. In: Report Mainz, 6. März 2012 (PDF).
- mit Pia Dangelmayer, Birgit Kappel: Das Waffenarsenal der Rechtsextremisten. Wie Neonazis aufrüsten. (Memento vom 10. November 2013 im Internet Archive) In: Report Mainz 28. August 2012.

## Einzelbelege
1. ↑  https://www.juedische-allgemeine.de/autor/anton-maegerle/
2. 1 2  Barbara Junge: Linker Journalist im Visier der Rechten. taz, 3. Januar 1997
3. ↑  Tribüne – Zeitschrift zum Verständnis des Judentums: Editorial.
4. ↑  Anton  Maegerle. In: zeit.de. 17. Juni 2019, abgerufen am 27. Januar 2024.
5. 1 2 3 4 5  Annett Heide: Sammler und Jäger. (Memento vom 27. September 2012 im Internet Archive) In: Berliner Zeitung, 15. April 2002.
6. ↑  Inhalt Jüdische Rundschau. Abgerufen am 1. September 2021.
7. ↑  https://editioncritic.de/allgemein/neuerscheinung-am-07-08-2013-anton-maegerle-vom-obersalzberg-bis-zum-nsu/
8. ↑  https://web.archive.org/web/20200930061638/https://www.clemensheni.net/juden-fuer-mehr-neo-nazismus-im-deutschen-bundestag/
9. ↑  Neue Dokumentationsstelle für Rechtsextremismus eingerichtet. In: Baden-Württemberg.de, 15. Juli 2020.
10. ↑  Andreas Fauth: Dokumentationsstelle für Extremismus in Karlsruhe. (Seite nicht mehr abrufbar, festgestellt im Oktober 2022. Suche in Webarchiven)  Info: Der Link wurde automatisch als defekt markiert. Bitte prüfe den Link gemäß Anleitung und entferne dann diesen Hinweis. In: SWR Aktuell Baden-Württemberg, Juli 2020.
11. ↑  BNR Ausgabe 23/1996: Anti-Antifaschismus als Mission: Der Feind steht links (Archiv, kostenpflichtig); ARD-Fernsehmagazin Panorama, Sendung vom 28. Oktober 1996; Der Spiegel, 3. Februar 1997: Karrieren: Taube im Stahlhelm
12. ↑  BNR, Meldungen 12/07: „Junge Freiheit“ muss Falschangaben unterlassen (kostenpflichtig für Nichtmitglieder); Volker Schmidt: Wein, Weib und Meinungsfreiheit. Die merkwürdige Allianz eines Focus-Redakteurs mit der rechten Postille „Junge Freiheit“ gegen SPD-Politiker. Frankfurter Rundschau, 31. Dezember 2007 / 1. Januar 2008, 63. Jahrgang Nr. 303, S. 31.
13. ↑  Mathias Brodkorb: Die Junge Freiheit und ihre Gegner. In: Berliner Republik, 1/2008, Berliner Vorwärts Verlag, ISSN 1616-4903.
14. ↑  Umstrittene Fakten – Der „Focus“ und sein Jubiläum. NDR (ZAPP), 5. März 2008.
15. ↑  Lars Legath: Rezension zu Anton Maegerle: Vom Obersalzberg bis zum NSU: Die extreme Rechte und die politische Kultur der Bundesrepublik 1988–2013. In: Sehepunkte. Rezensionsjournal für die Geschichtswissenschaften, Ausgabe 14 (2014), Nr. 7/8.
16. ↑  Leuchtturm 2007 geht an Andrea Röpke, Anton Maegerle und Thomas Kuban
17. ↑  Im Einsatz gegen Minderheitenfeindlichkeit und Vorurteile, landtag-bw.de/de, 21. September 2023, abgerufen am 20. Dezember 2024.

| Personendaten    | Personendaten                  |
| ---------------- | ------------------------------ |
| NAME             | Maegerle, Anton                |
| KURZBESCHREIBUNG | deutscher Journalist und Autor |
| GEBURTSDATUM     | um 1962                        |